# Sievert
Sievert (Sv), efter Rolf Sievert, är SI-enheten för storheterna ekvivalent dos och effektiv dos. Dessa storheter används när man vill uppskatta hur stor skaderisken är för en människa eller annan levande organism som blivit utsatt för joniserande strålning.
Dimensionen för Sievert är, liksom för Gray, absorberad strålningsenergi per massenhet (J/kg) i det bestrålade objektet. Till skillnad från Gray så måste man för storheten Sievert multiplicera den absorberade strålningsenergin med viktfaktorer beroende på strålningstyp och vävnadens mottaglighet.
Sievert är en väldigt stor enhet, så det är vanligt att ange dos med prefix som millisievert, mSv, eller mikrosievert, µSv. Tidigare användes cgs-enheten rem, där 100 rem = 1 Sv och 1 rem = 10 mSv. Ytterligare en tidigare använd enhet är Röntgen (R), där 1 R är ungefär 10 mGray.
Under 1970-talet diskuterades en övergång till SI-enheter, varför sievert skapades 1976 och slutgiltigt antogs 1980 med ytterligare riktlinjer för skillnaden mellan sievert och gray utfärdade 1984 och 2002.

## Ekvivalent dos
Ekvivalent dos utgår från absorberad dos, som är absorberad strålningsenergi per massenhet i den bestrålade kroppen (J/kg = gray). Dock räcker inte enbart mängden absorberad energi för att avgöra hur stor biologisk effekt en bestrålning har. Beroende på vilken typ av strålning det rör sig om kan den biologiska effekten variera stort för samma mängd absorberad strålningsenergi. Därför har man konstruerat en viktningsfaktor för strålningstypernas relativa biologiska effekt, den så kallade "kvalitetsfaktorn". Kvalitetsfaktorn för röntgen- beta- och gammastrålning är satt som 1, vilket ger värden på 5–20 för neutronstrålning (beroende på energi) och 20 för alfastrålning.
Genom att multiplicera den absorberade energimängden för varje strålningstyp med respektive kvalitetsfaktor och summera termerna, får man den så kallade ekvivalenta dosen. Den ekvivalenta dosen anses vara proportionell mot sannolikheten för skada inom ett stort dosområde och för många olika sorters skador. Den är också användbar för alla sorters levande organismer.

## Effektiv dos
När människor utsätts för joniserande strålning är det oftast frågan om mycket låga stråldoser. De skador som då kan uppstå är i första hand uppkomst av cancer och ärftliga skador. När man i strålskyddssammanhang önskar uppskatta risken för sådana skador måste man ta hänsyn till att sannolikheten för dessa skador är olika i olika organ. Därför har man beräknat så kallade organviktsfaktorer. Genom att multiplicera den ekvivalenta dosen i varje organ med organviktsfaktorn och summera över alla organ får man den så kallade effektiva dosen.
När man i dagligt tal eller i normala strålskyddssammanhang pratar om ”stråldos” är det normalt den effektiva dosen som avses. I området upp till ca 0,5 Sv är den effektiva dosen ett användbart mått på risken för att få en cancer eller ärftlig skada. Man bör dock komma ihåg att det inte är möjligt att använda effektiv dos som mått på risken för andra skador än dessa och att begreppet inte är användbart vid de mycket höga stråldoser som kan vara aktuella vid till exempel strålbehandling.

## Riskuppskattning
Hur stor är då risken att drabbas av en skada på grund av en bestrålning? ICRP, International Commission on Radiological Protection, har beräknat att risken för att få en cancer eller ärftlig skada är ca 7% per sievert. Detta innebär att en person som vid t.ex. en röntgenundersökning utsätts för en effektiv dos av 0,001 Sv löper 0,007 % ökad risk att få en cancer eller ärftlig skada på grund av bestrålningen. Detta är en mycket liten riskökning och med största sannolikhet är det ett betydligt större risktagande att låta bli att genomgå röntgenundersökningen, eftersom man då utsätter sig för risken att inte få en korrekt diagnos, och därmed också risken för att få en felaktig behandling för sin sjukdom.

### Stråldoser och konsekvenser
- 5 µSv - En timmes flygresa på 12 000 meters (39 000 fots) höjd.[2]
- 0,01 mSv – Tandröntgen.[3]
- 0,1 mSv – Mammografiundersökning.[3]
- 0,3 mSv – Kosmisk strålning per år från rymden.[3]
- 1 mSv – Dosen från en genomsnittlig röntgenundersökning.
- 1–4 mSv – Normal årsdos från naturlig bakgrundsstrålning i Sverige
- 2,2 mSv – Datortomografi av buken.[3]
- 20 mSv – Högsta tillåtna dos per år för personer som arbetar med strålning.[4]
- 100 mSv – Risk för fosterskador.
- 160 mSv – Röka 30 cigarretter per dag under ett år.[2]
- 1 Sv – Förändringar i blodbanan.
- 3–4 Sv – 50% chans att överleva, procenten varierar beroende på bl.a. ålder och hälsa.
- 10 Sv – Dödlig dos i 100% av fallen.

### Fotnoter
1. ↑  ”The International System of Units (SI)” (på engelska) (pdf). Bureau International des Poids et Mesures (BIPM). 2006. sid. 93–180. https://www.bipm.org/documents/20126/41483022/si_brochure_8.pdf/632d85cd-cd9f-cfae-21d2-9ffcfc2bb198?version=1.6&t=1600417786135&download=true. Läst 17 oktober 2012.
2. 1 2  ”F. Typical Sources of Radiation Exposure”. National Institutes of Health. 13 juni 2013. Arkiverad från originalet den 13 juni 2013. https://web.archive.org/web/20130613131654/http://www.ors.od.nih.gov/sr/drs/training/GRS/Pages/sectionf.aspx. Läst 28 maj 2017.
3. 1 2 3 4  ”Strålning i Sverige – Så mycket strålning utsätts människor för i Sverige, mätt i millisievert”. Dagens Nyheter. Dagens Nyheter. 3 april 2011. Arkiverad från originalet den 6 april 2011. https://web.archive.org/web/20110406160234/http://www.dn.se/nyheter/vetenskap/stralning-i-sverige.
4. ↑  ”Strålskyddsförordning (2018:506)”. Regeringskansliet, Miljö- och energidepartementet. 1 juni 2018. https://www.svenskforfattningssamling.se/sites/default/files/sfs/2018-05/SFS2018-506.pdf. Läst 7 juni 2018.